# Krzysztof Krzywosz
Krzysztof Krzywosz (ur. 1 października 1983 w Dąbrowie Białostockiej) – polski lekkoatleta, kulomiot.

## Kariera sportowa
Zawodnik KS Podlasie Białystok (1998–2010), którego trenerem był Janusz Krzywosz oraz Henryk Olszewski.  Medalista mistrzostw polski seniorów zarówno w hali, jak i na stadionie. Srebrny medalista mistrzostw Danii z 2007. W 2009 sięgnął po brązowy medal rozegranej w Belgradzie Uniwersjady (19,38).
Z powodu kontuzji stracił sezon 2011, a także został zmuszony przedwcześnie zakończyć karierę sportową.

## Życie prywatne
Absolwent białostockich uczelni: Politechniki (Informatyka ekonomiczna - 2008) oraz Uniwersytetu (Ekonomia - 2010).

## Rekordy życiowe
- pchnięcie kulą (stadion) – 19,83 m (2009)
- pchnięcie kulą (hala) – 19,91 m (27 lutego 2010, Spała[4]) – 19. lokata w polskich tabelach historycznych pchnięcia kulą
- rzut dyskiem  – 49,42 m (2003)